# جو آلکس موریس
جو آلکس موریس پسر (به انگلیسی: Joe Alex Morris Jr.) (متولد ۱۹۲۸ - درگذشته ۱۰ فوریه ۱۹۷۹) روزنامه‌نگار لس آنجلس تایمز بود.
او در ۲۲ بهمن ۱۳۵۷ و در جریان انقلاب ایران، توسط یک تک‌تیرانداز در تهران به قتل رسید.
او دانش آموختهٔ دانشگاه هاروارد بود. او نخست برای یونایتد پرس کار کرد.
دانشگاه هاروارد امروزه سخنرانی‌های دانشکده روزنامه‌نگاری خود را به افتخار او نامگذاری کرده‌است.
ایلین شولینو از او به‌عنوان یک خبرنگار «افسانه‌ای» یاد می‌کند.